# Kim So-hyun (actriz nacida en 1975)
Kim So-hyun (en hangul, 김소현; nacida en Seúl el 11 de noviembre de 1975) es una actriz surcoreana de teatro musical. Es graduada de Música en la Universidad Nacional de Seúl y participó en varias óperas, antes de hacer su debut actoral en el año 2001 como Christine Daaé en El Fantasma de La Ópera.  Inmediatamente alcanzó fama en el teatro musical y desde entonces ha protagonizado producciones surcoreanas como Jekyll & Hyde, My Fair Lady, Los Tres Mosqueteros, Elisabeth, y Marie Antoinette.

## Teatro musical
| Año       | Título                       | Rol                          | Reprised                   |
| --------- | ---------------------------- | ---------------------------- | -------------------------- |
| 1996      | La bohème                    | Mimì                         |                            |
| 2000-2001 | The Magic Flute              | Pamina/la reina de la noche  |                            |
| 2001-2002 | The Phantom of the Opera     | Christine Daaé               | 2009-2010; 2010-2011       |
| 2002      | West Side Story              | Maria                        |                            |
| 2003      | Grease                       | Sandy                        | 2006                       |
| 2003-2004 | The Sorrows of Young Werther | Lotte                        |                            |
| 2004      | Go-Go Beach                  | Mindy Chinchilla             |                            |
| 2004      | Jekyll & Hyde                | Emma Carew                   | 2008-2009; 2009; 2010-2011 |
| 2005      | Guys and Dolls               | Sarah Brown                  |                            |
| 2005-2006 | Pippin                       | Catherine                    |                            |
| 2006      | Brooklyn                     | Brooklyn                     |                            |
| 2006      | Jesus Jesus                  | Mary Magdalene               |                            |
| 2007      | Love in the Rain             | Yoo Mi-ri                    |                            |
| 2007      | A Day                        | Min Yeon-doo                 |                            |
| 2007      | Dae Jang Geum                | Seo Jang-geum                |                            |
| 2007      | Mad Kiss                     | Shin-hee                     |                            |
| 2008      | Separated Man and Woman      | Yoon Ji-ah                   |                            |
| 2008      | My Fair Lady                 | Eliza Doolittle              |                            |
| 2009      | The Three Musketeers         | Constance Bonacieux          | 2011; 2013                 |
| 2009      | Romeo and Juliette           | Juliet                       |                            |
| 2013      | Elisabeth                    | Elisabeth/Ludovika/Frau Wolf | 2019-2019                  |
| 2013-2014 | Wicked                       | Glinda                       |                            |
| 2014      | Le Roi Soleil                | Françoise d'Aubigné          |                            |
| 2014-2015 | Marie Antoinette             | Marie Antoinette             | 2015; 2019; 2021           |
| 2015      | The Last Empress             | Emperatriz Myeongseong       | 2018; 2021                 |
| 2015-2016 | Gone with the Wind           | Scarlett O'Hara              |                            |
| 2016      | Mozart                       | Baronesa von Waldstätten     | 2020                       |
| 2016-2017 | Phantom                      | Christine Daaé               | 2021                       |
| 2019      | Anna Karenina                | Condesa Anna Karenina        |                            |

## Filmografía

### Series de televisión
| Año       | Título                 | Canal | Papel                 | Notas | Ref.   |
| --------- | ---------------------- | ----- | --------------------- | ----- | ------ |
| 2007–2008 | The King and I         | SBS   | Lady Jung             |       |        |
| 2022      | Veinticinco, veintiuno | tvN   | Na Hee-do (de adulta) | cameo | [ 15 ] |